# 崔西
Trixie是一個普遍的貶義俚語，指的是一個年輕的都市白人女性，通常單身，20多歲或30多歲，該詞起源於1990年代的美國芝加哥。該術語由一個致力於林肯公園Trixie協會的諷刺網站推廣，這是一個虛構的社交俱樂部，以位於芝加哥的高檔社區林肯公園為範本。
Trixies被用來敘述「趨炎附勢、热衷于婚姻、渴望財富」的年輕女士。
雖然該詞原先帶有貶義，但也一定程度上成為代表芝加哥的特色之一，一些芝加哥企業在名稱中使用“Trixie”一詞：一所芝加哥餐廳的沙拉被命名為“Trixie Salad”，另外還有一家名為Trixie Girl Blow Dry Bar的美髮沙龍。